# Eṭṭuttokai
Eṭṭuttokai (tamoul : எட்டுத்தொகை), littéralement les 8 anthologies, est une œuvre poétique de la littérature classique tamoule de l'époque de Sangam. Les 2.371 poèmes ont été composées par 470 poètes connus de professions différentes ayant vécu principalement entre le IIe siècle av. J.-C. et le IIIe siècle, 23 des auteurs sont des femmes. Leur compilation en recueils et en anthologies semble tardive probablement datant de la fin du Sangam. Certains des auteurs, dont le renom a traversé les siècles, sont toujours populaires au pays tamoul: Auvaiyār, Nakkīrar, Kapilar...
Les thèmes abordés sont de 2 types - intérieur ou subjectif (akam) et extérieur ou objectif (puram) - le 1er exprime les sentiments amoureux, le 2nd parle des rois, des guerres et de la société. Les textes d'Eṭṭuttokai sont considérés comme porteurs d'informations historiques, sociales et culturelles des anciens Tamouls. Cinq recueils sont de type akam, deux de type puram et un dernier à la fois de ces deux types.

## Les 8 anthologies du corpus
Tableau de synthèse
| Nom                      | Nbre de poèmes existants | Nbre de poèmes d'origine | Nbre de vers | Nbre de poètes |
| ------------------------ | ------------------------ | ------------------------ | ------------ | -------------- |
| Naṟṟiṇai (நற்றிணை)          | 400                      | 400                      | de 9 à 12    | 175            |
| Kuṟuntokai (குறுந்தொகை)       | 402                      | 400                      | de 4 à 8     | 205            |
| Aiṅkuṟunūṟu (ஐங்குறுநூறு)     | 499                      | 500                      | de 3 à 6     | 5              |
| Patiṟṟuppattu (பதிற்றுப்பத்து) | 86                       | 100                      | variables    | 8              |
| Paripāṭal (பரிபாடல்)        | 33                       | 70                       | variables    | 13             |
| Kalittokai (கலித்தொகை)       | 150                      | 150                      | variables    | 5              |
| Akanaṉūṟu (அகநானூறு)        | 401                      | 400                      | de 13 à 31   | 145            |
| Puṟanāṉūṟu (புறநானூறு)       | 398                      | 400                      | variables    | 157            |